# Neoplocaederus bruncki
Neoplocaederus bruncki là một loài bọ cánh cứng trong họ Cerambycidae.